# Torre de Guadalmansa
La Torre de Guadalmansa, també anomenada Torre Mocha, Torre de Gualmaza, Torre de Guadalmaza i Torre del Xaral, és una torre alimara situada al litoral del municipi d'Estepona, a la província de Màlaga. Igual que altres torres alimares del litoral mediterrani andalús, la torre formava part d'un sistema de vigilància de la costa emprat per àrabs i cristians i, com les altres torres, està declarada Bé d'Interès Cultural. A la costa de Estepona existeixen 7 d'aquestes torres.
Es tracta d'una torre de 14 metres d'altura i planta quadrada de 6,55 metres de costat. Està situada al costat del jaciment arqueológic vila romana de Las Torres, no lluny de la desembocadura del riu Guadalmansa, en la punta homònima, de la qual pren el seu nom. És d'època musulmana i es creu que va ser construïda al segle X encara que pel que sembla va ser reconstruïda al XVI. És massissa fins a la porta per proporcionar solidesa.